# 长兴岛 (大连)
长兴岛位於渤海，面积252.5平方公里，曾是中国北方第一大岛屿，由于与大陆相连，目前已经成为半岛，海岛调查的时候已经无此岛。近年由漁民村落發展成工業港。

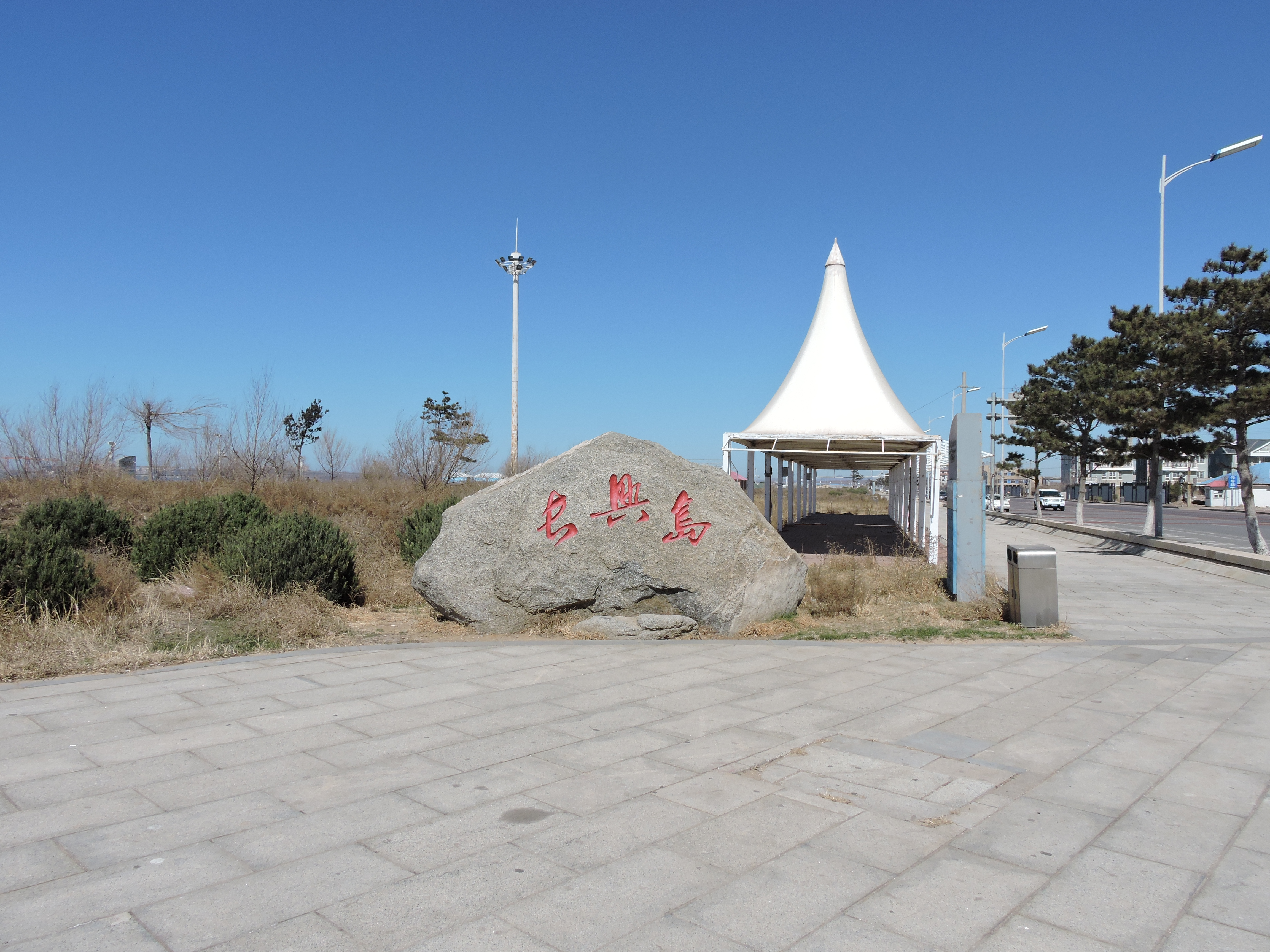
长兴岛 (大连)

長興島為一个孤岛，三面環海，一面海峽，可以形成封闭区域，便于封闭管理，适合设立出口加工区和自由贸易区。现属辽宁大连瓦房店市管辖，人口5万人。在相对位置上为辽东半岛、大连市渤海一侧海岸线的中段，全岛面积252.5平方公里，是长江口以北第一大岛。长兴岛位于辽东半岛的中端，海上西距秦皇岛港84海里，南距旅顺口59海里、大连92海里，北距营口港101海里；陆上北距营口130公里、沈阳292公里，南距大连123公里，东距沈大高速公路29公里、沈大铁路支线15公里。既是面向环渤海经济圈最优良的出海口，又是通往东北腹地最便捷的大通道，对于联系辽宁中部城市群和东北经济区具有重要的战略位置。加上2007年成建制劃轉的交流島鄉，現時的總面積達400平方公里；本島海岸線為91.6公里。
長興島本來是個以捕魚為生的地方，及後於2005年8月成立了長興島臨港工業區管委會。2007年，政府發表《大連東北亞國際航運中心發展規劃》，當中指明要強化大連港及長興島組合港區建設。长兴岛拥有大连渤海岸最为优良的港口资源，是继大窑港湾港区之后，可供大连未来数10年内持续发展的重要港址。中国交通部已将其纳入到《振兴东北老工业基地公路水路交通发展规划》中，是重点发展的优良深水港区之一。
長興島未來的一個主要目標是發展中日韓自由貿易區。目前島上已有數百名韓國人工作及居住，當局更已開始籌備興建國際學校。

## 大连长兴岛临港工业区
2002年被列为省级开发区，2005年6月24日成立临港工业区，是大连市4个对外开放先导区之一。

## 图片

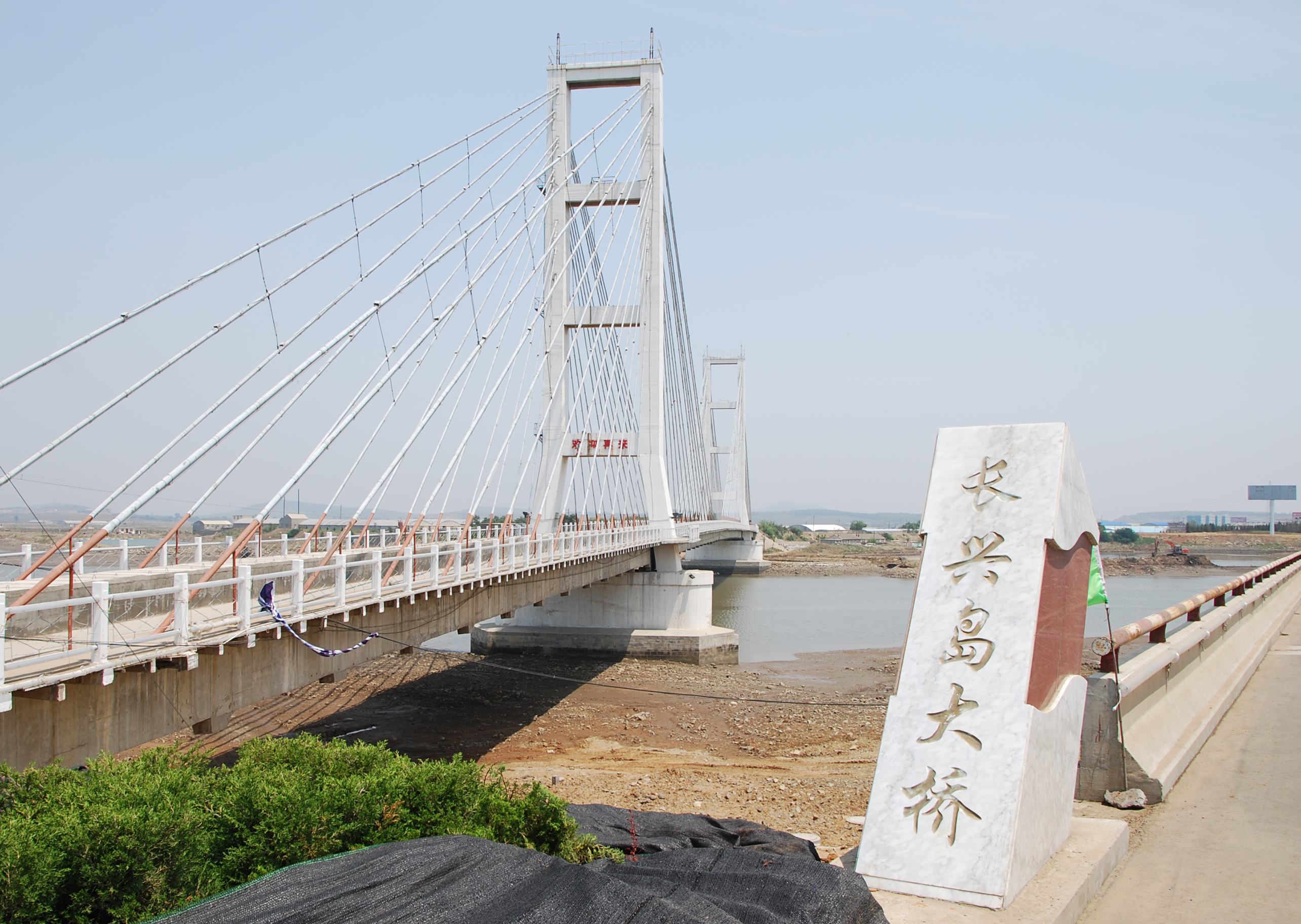
长兴岛大桥